# Lindale and Newton-in-Cartmel
Lindale and Newton-in-Cartmel är en civil parish i Storbritannien.   Den ligger i grevskapet Cumbria och riksdelen England, i den centrala delen av landet, 400 km nordväst om huvudstaden London.